# Averest
Averest é uma linguagem de programação síncrona e um conjunto de ferramentas para especificar, verificar e implementar sistemas reativos. Inclui um compilador para programas síncronos, um modelo simbólico de verificador, e uma ferramenta para desenho de hardware e software.
Ele pode ser usado para modelar e verificar sistemas de estados finitos e infinitos, com abstração em vários níveis. É muito útil para desenhos de hardware, diagramas de comunicação e protocolos, programação concorrente, sistemas embarcados e muito mais.
Componentes: compilador para tradução síncrona de sistemas, verificador, ferramenta para desenho de software e hardware. Estes cobrem boa parte do desenho do fluxo de sistemas reativos da especificação até a execução. Os instrumentos são parte de um quadro comum, que muitas vezes são independentes uns dos outros, e podem ser usada com 3rd – party tools.